# Androzelma
Androzelma is een geslacht van kevers uit de familie van de loopkevers (Carabidae). De wetenschappelijke naam van het geslacht is voor het eerst geldig gepubliceerd in 1993 door Dostal.

## Soorten
Het geslacht Androzelma is monotypisch en omvat slechts de volgende soort:
- Androzelma gigas Dostal, 1993